# Sepaicutea unicolor
Sepaicutea unicolor är en skalbaggsart som beskrevs av Martins 1981. Sepaicutea unicolor ingår i släktet Sepaicutea och familjen långhorningar.
Artens utbredningsområde är Venezuela. Inga underarter finns listade i Catalogue of Life.